# 拉瓦列縣 (科連特斯省)

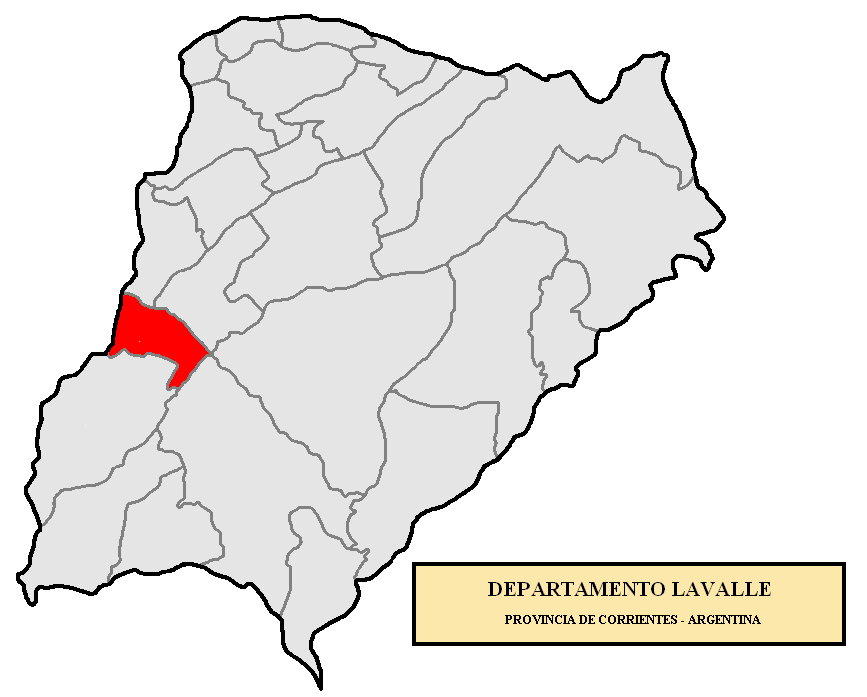

29°01′S 59°10′W / 29.017°S 59.167°W
拉瓦列縣（西班牙語：Departamento Lavalle），是阿根廷的縣份，位於該國北部科連特斯省，首府設於拉瓦列，西面是巴拉那河，面積1,480平方公里，2010年人口28,601，人口密度每平方公里19.33人。